# 東帝汶華人
東帝汶華人，是移民到東帝汶的華人的後代。華人是東帝汶人口的一小部分，其中大部分是客家人，小部分是廣府人。許多華人在20世紀70年代中期印尼入侵後離開。

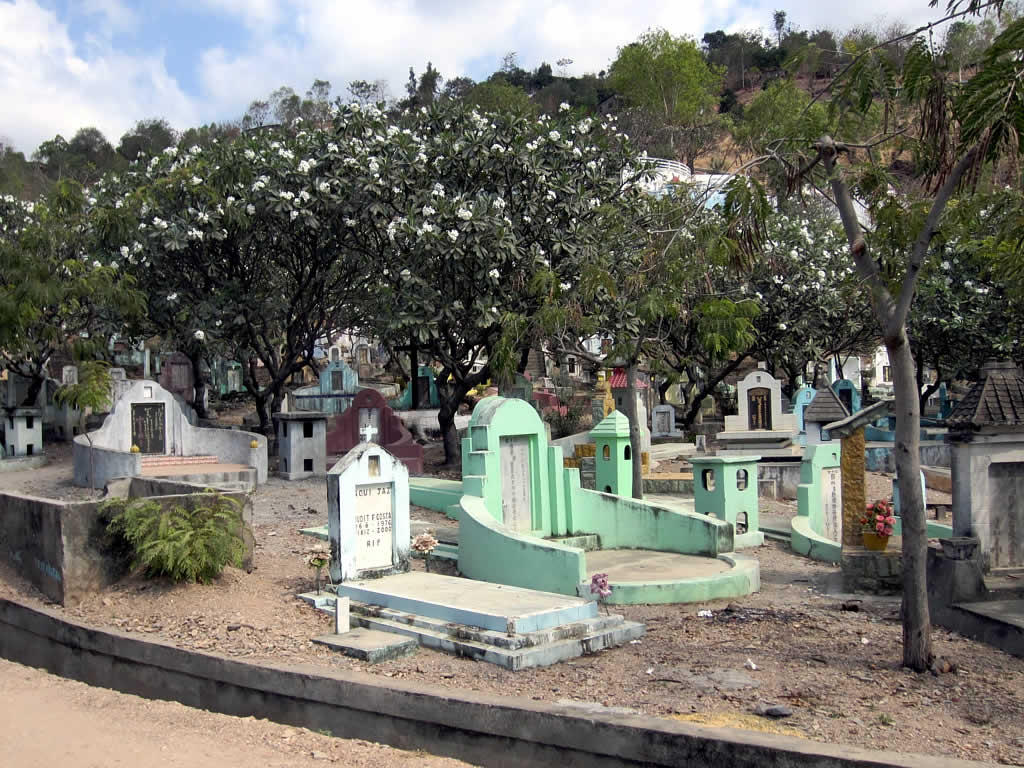
帝力的華人墓園

## 前殖民時期
早在10世紀時，帝汶島的檀香木已從馬六甲海峽出口至中國。
公元1225年，南宋市舶司官員趙汝适的《诸蕃志》已提到帝汶，作為一個富產檀香木的地方。儘管檀香樹遍及太平洋和印度洋地區的許多地區，但最高質量的白檀木被認為來自帝汶。
中國人以檀香用於儀式和藥用目的，而華人用瓷、玻璃和白銀與當地人交換。
幾個世紀以來，中國商人仍然是冒險進入帝汶島內部的唯一外國人，一般只停留一段時間做生意，因它離中國和印度間的貿易路線太遠。

## 殖民時期
當嘉靖皇帝於1551年禁止海上所有貿易。葡萄牙人於最近抵達東亞，填補了小巽他群島與中國的貿易；不過中國的貿易商很快就回來了，而他們多來自澳門。
在17世紀中期，大約二十多個行政長官每年都訪問了帝汶島，帶來了米飯等物品。 來自澳門的中國商人在葡萄牙控制的地區與帝汶人建立了貿易關係，從這一點上，他們後來也開始定居在帝汶島，最初在古邦和Lifau，然後也在帝力生活。
他們非常成功，1614年曾有荷蘭商人抱怨說，中國貿易商與中國生產的商品格外低廉。荷蘭另一家消息來源則報導說，澳門貿易商在帝汶檀香木方面實現了200％的利潤，1646年，每年1000棵檀香木被運往澳門。
雍正皇帝於1723年再次允許外貿，建立了廣州-帝汶-巴達維亞貿易三角，但通過澳門實現貿易無利可圖。
1775年，古邦市有一個中國區，食品生產和供應受到控制。此外，中國人繼續控制望加錫到中國的檀香木貿易，並把蜂蠟運到爪哇以作蠟染生產原料。其他貿易產品包括蜂蜜和奴隸，還進行了大量走私活動。目前，約300個中國家庭居住在古邦市和帝力，主要來自澳門。

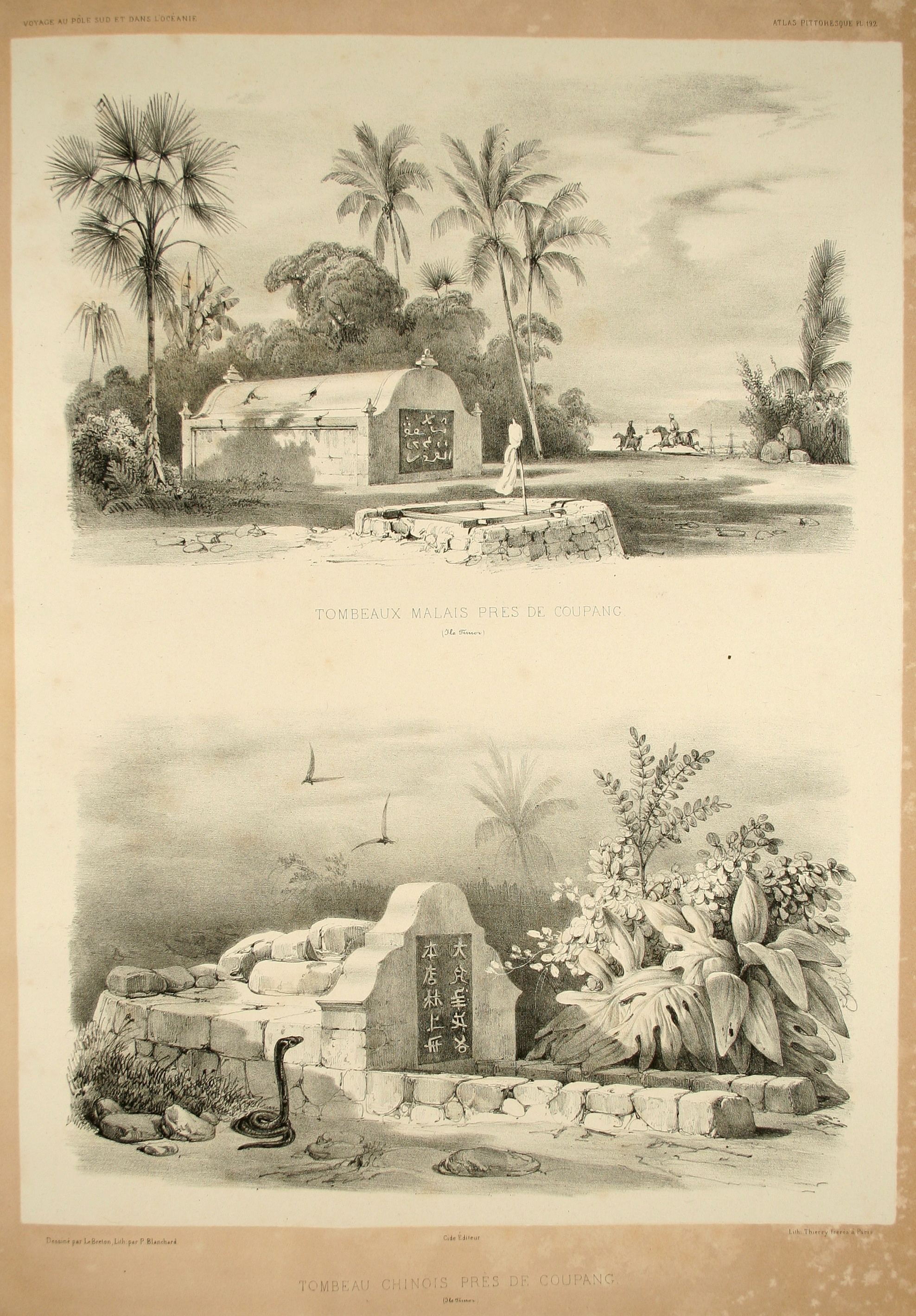
古邦的馬來人和華人墳墓

### 19世紀
19世紀，葡屬帝汶是從澳門殖民地當局管理的。帝汶的殖民地經濟損失，由相對富裕的澳門的資金補助。1832年，約有300多個中國家庭住在當地。
然而，在大多數情況下，華人也與葡萄牙殖民地人民分享了類似的命運。當時，1861年，帝力受到本土東帝汶反叛份子的威脅，總督阿方索·卡斯特羅武裝了這個城市的華人，以便他們能夠參加這個城市的防禦。在殖民軍服役的本土部隊的反抗中，中國社區領導人被謀殺，從澳門來帝汶的葡萄牙專員Marques Perreira向中國社區證明，他們是帝力人口中最有用的一部分人，他們是木工工作的重要人員，這是帝汶人不知道的。除此之外，他們控制城市進行了大部分的貿易。1877年，一位中國傳教士被授櫂進行帝力華人學童的教育。

### 20世紀
隨著澳門和帝力之間的航運開通，華人到葡屬帝汶的移民也增加了。其中有些人逃離了滿清皇帝的統治。到1912年，華人社區組織良好，擁有社區中心，佛教寺廟和自己的學校。
第二次世界大戰之前，2000多名中國人生活在殖民地。在1942年帝汶島被日本人佔領，這次對華人和帝汶人都遭受了很大的痛苦。60名中國人被佔領者殺害，另有200人死於飢餓和虐待。
1945年日本投降後，東帝汶又被歸還了葡萄牙殖民統治。20世紀60年代中華民國在帝力開了一個領事館。這個時期對葡屬帝汶的華人人口估計有所不同-1970年華人的官方人數為6,120人，其他來源則較高。1975年，估計有兩萬多華人住在殖民地，其中許多人擁有中華民國公民身份。

## 1975年獨立宣言和印度尼西亞入侵
1975年11月28日東帝汶單方面宣布獨立時，中華人民共和國是少數幾個給予其官方認可的國家之一。帝力的客家華人社區被东帝汶独立革命阵线新政府保障完全公民身份。不過，九天后，印尼軍方佔領了東帝汶，許多華人社區在入侵時遇害或逃到澳大利亞。華人也是佔領軍在隨後幾年遭受種族迫害的受害者。
據若泽·拉莫斯·奥尔塔的兒子Loro Horta的研究，中華人民共和國試圖通過交付武器來支持东帝汶独立革命阵线抵抗印尼入侵，然而，澳洲和印尼軍艦的海洋封鎖阻止了這一方面的成功。1976年毛澤東逝世後，中國與東帝汶的接觸消失，1978年幾乎完全停止，除了通過有限的中國商人對東帝汶人的抵抗絡予經濟援助。

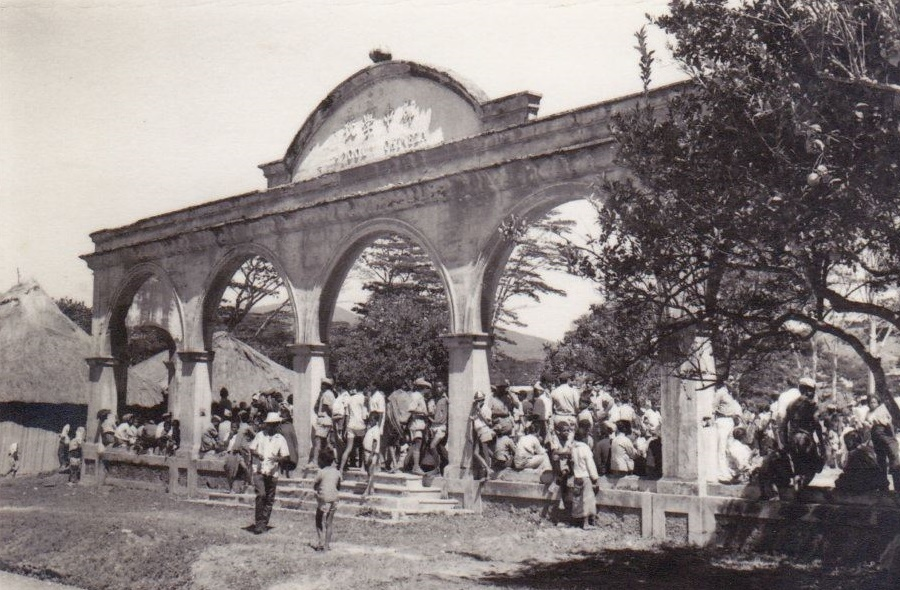
在艾莱乌的华文学校遗址 (約1970年代)

## 獨立至現在
東帝汶客家華人的大多數在印尼佔領時期遷移到澳大利亞，主要生活在達爾文，布里斯班，悉尼和墨爾本的小型華人社群。此外，在2002年獨立過程之後的騷亂中，帝力華人許多企業都被縱火襲擊。 此後，有一小部分人返回，其中包括1975年逃到澳大利亞的政治家佩德羅·萊德（Pedro Lay）。
自從東帝汶於2002年重新獨立以來，中華人民共和國再次成為東帝汶最重要的合作夥伴之一，中國政府已經參與在維和行動中。 除貿易關係外，中華人民共和國還為東帝汶在軍事和文化領域提供援助。 這包括東帝汶農民，警察，士兵和醫療隊的培訓和設備，邀請東帝汶學生到中國大陸學習，資助帝力總統府和外交部的建設，但中華民國政府與東帝汶的聯繫的嘗試遇到了中華人民共和國政府的抵制。
根據中華人民共和國大使館的說法，大約500名東帝汶人以漢語為母語，移民部估計實際上可能有3,000人，其中包括非法居住在該國的人數。華人社區主要在首都經營的小企業和餐館，還有農村地區的小商店。

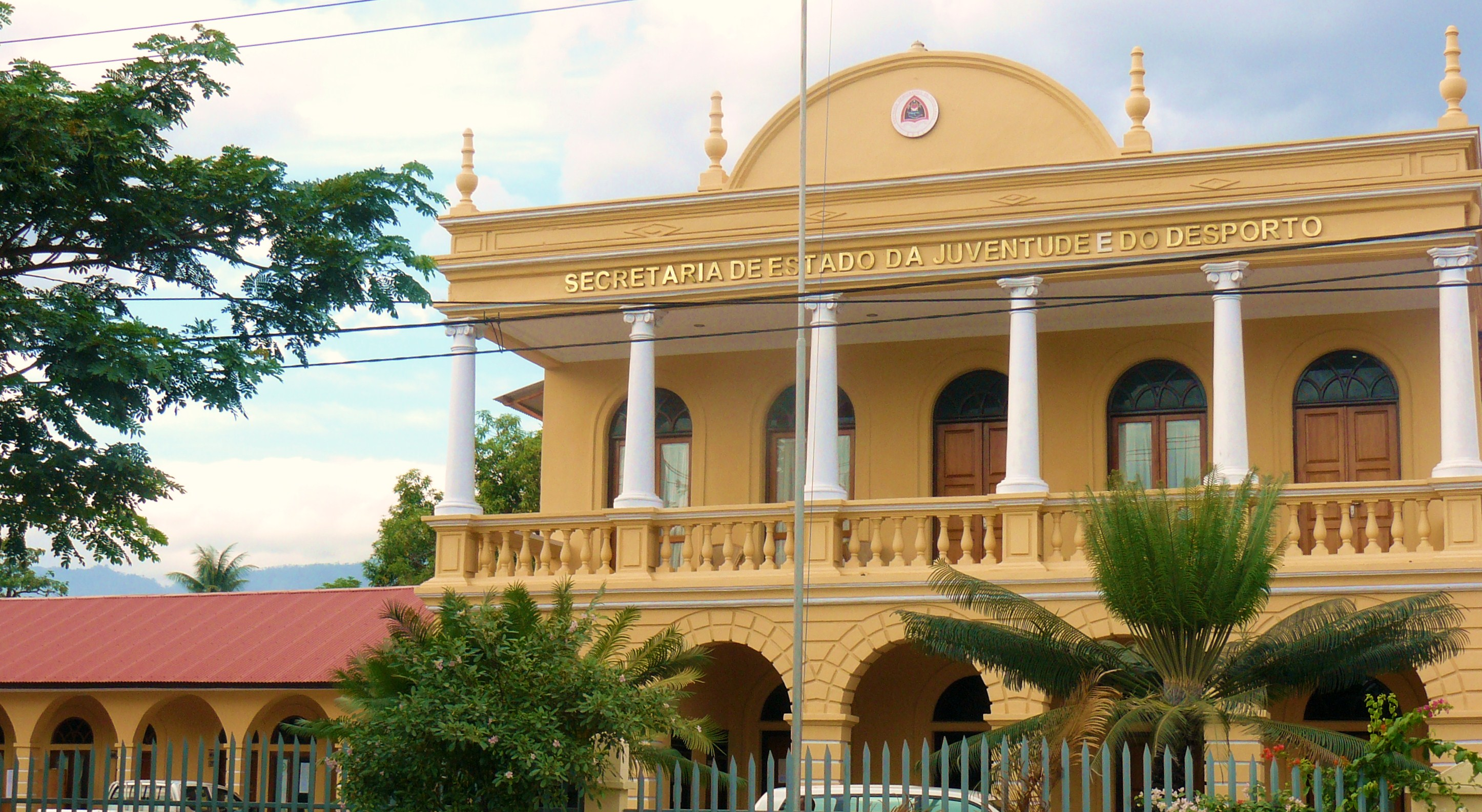
Associação Comercial Chinesa (Dili)

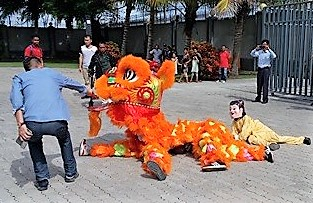
在帝力慶祝2018年華人新年的舞獅活動

## 伸延閱讀
Constâncio Pinto; Matthew Jardine (1997). East Timor's Unfinished Struggle: Inside the East Timorese Resistance. South End Press. p. 263. ISBN 978-0-89608-541-1.